# (6041) Ютеркилиан
(6041) Ютеркилиан (лат. Juterkilian) — астероид, относящийся к группе астероидов, пересекающих орбиту Марса. Он был открыт 21 мая 1990 года американским астрономом Элеанор Хелин в Паломарской обсерватории и назван в честь шведского архитектора Класа Ютера англ. Klas Juter (р. 1962) и его польской жены-художницы Дануты Килиан англ. Danuta Kilian (р. 1963).

Орбита астероида Ютеркилиан и его положение в Солнечной системе